# Hareng frais
Poisson abondant et très fécond, le hareng est pêché depuis des siècles. Rassemblés par milliers en larges bancs, les harengs constituent une nourriture facile pour les baleines, requins, marsouins, bonites, dorades, oiseaux ichtyophages et pour les humains.
Leur masse est telle que parfois le poids de la prise déchirait les filets de pêche.

## Sécurité alimentaire
Le hareng peut se consommer cru, cuit, ou conservé par le sel ou le fumage. 
Cependant, comme le hareng peut héberger des parasites dangereux pour l'être humain, la règlementation européenne oblige les producteurs qui vendent l'animal pour une consommation sans cuisson à le congeler à une température ne dépassant pas -20 °C en tous points du poisson pendant une période d’au moins vingt-quatre heures, ce qui permet l'élimination des parasites.  

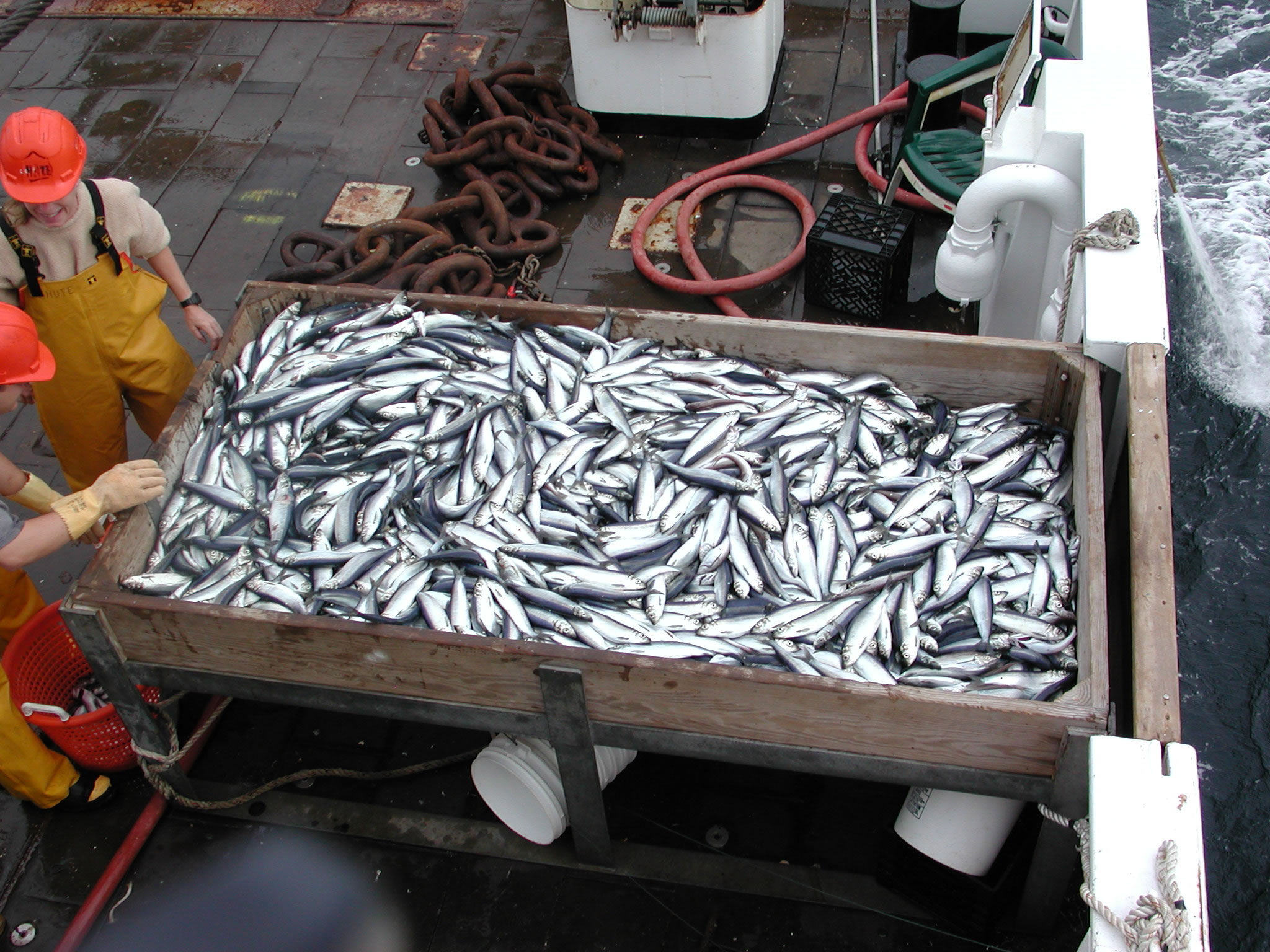
Prise de harengs

Le hareng doit également être préalablement congelé s'il doit être fumé à froid et si, durant ce fumage, la température interne du produit de la pêche ne dépasse pas 60 °C.

## Préparation du hareng frais
Les parasites étant éliminés par la cuisson, il est possible d'utiliser du hareng frais.
Au XIXe siècle, le romancier Alexandre Dumas indique, dans son Grand dictionnaire de cuisine : Le hareng frais est un excellent poisson dont on ferait le plus grand cas, s'il était cher et s'il était rare ; il faut le choisir avec des ouïes rouges, des écailles brillantes, rebondi du côté du ventre, car alors il est plein, mais ce n'est guère qu'à la fin d'aout ou à la mi-septembre qu'on le mange dans toute sa saveur.
Il conseille de le servir :
- grillé, après marinade dans de l'huile additionnée de sel et de branches de persil, et accompagné d'une sauce à la moutarde,
- en papillote de fenouil[2], grillé, avec une sauce rousse additionnée de fines herbes et de feuilles de fenouil blanchies au vin blanc et finement hachées,
- ou en matelote, cuit à grand feu en casserole avec beurre, persil, champignons, ciboules, pointe d'ail, vin de Bourgogne ou de Bordeaux, sel et poivre, servi à courte sauce, garni de croutons frits.

## Hollandse nieuwe
Aux Pays-Bas, le Hollandse nieuwe est le premier hareng de la saison prêt à être consommé.

## Sources
- Bibliothèque et musée de la Gourmandise
- Site fédéral belge de la sécurité alimentaire